# Estación San Francisco (Chile)
San Francisco, también conocida como San Francisco de Mostazal es una estación ferroviaria que forma parte de la línea Longitudinal Sur de la Empresa de los Ferrocarriles del Estado (EFE), ubicado en la comuna de Mostazal. Actualmente su principal uso es por el servicio de Tren Rancagua-Estación Central que conecta Santiago con Rancagua.

## Historia

### sigloXIX
Con la construcción del ferrocarril hacia el sur de Chile, el tramo Angostura-Rancagua dónde se cuentra esta sección fue inaugurado el 25 de diciembre de 1859. Sin embargo, el edificio de la estación vieja inició sus obras de construcción en 1860, y terminaron en 1861, la fecha de su inauguración.

### sigloXX
Fue declarada Monumento Nacional por decreto N.º 6006 de 1981, ya que «repite con notable fidelidad, a semejanza de la estación de San Bernardo, pero con una menor superficie, el esquema formal y los rasgos arquitectónicos de la primera estación Alameda levantada en 1857». 
El terremoto ocurrido en marzo de 1985 produjo un deterioro considerable en la edificación tradicional del pueblo de San Francisco de Mostazal. Es por ello que la estación vieja no se utiliza actualmente, y fue reemplazada por una construcción más moderna que cumple con los estándares impuestos por la EFE.

### sigloXXI

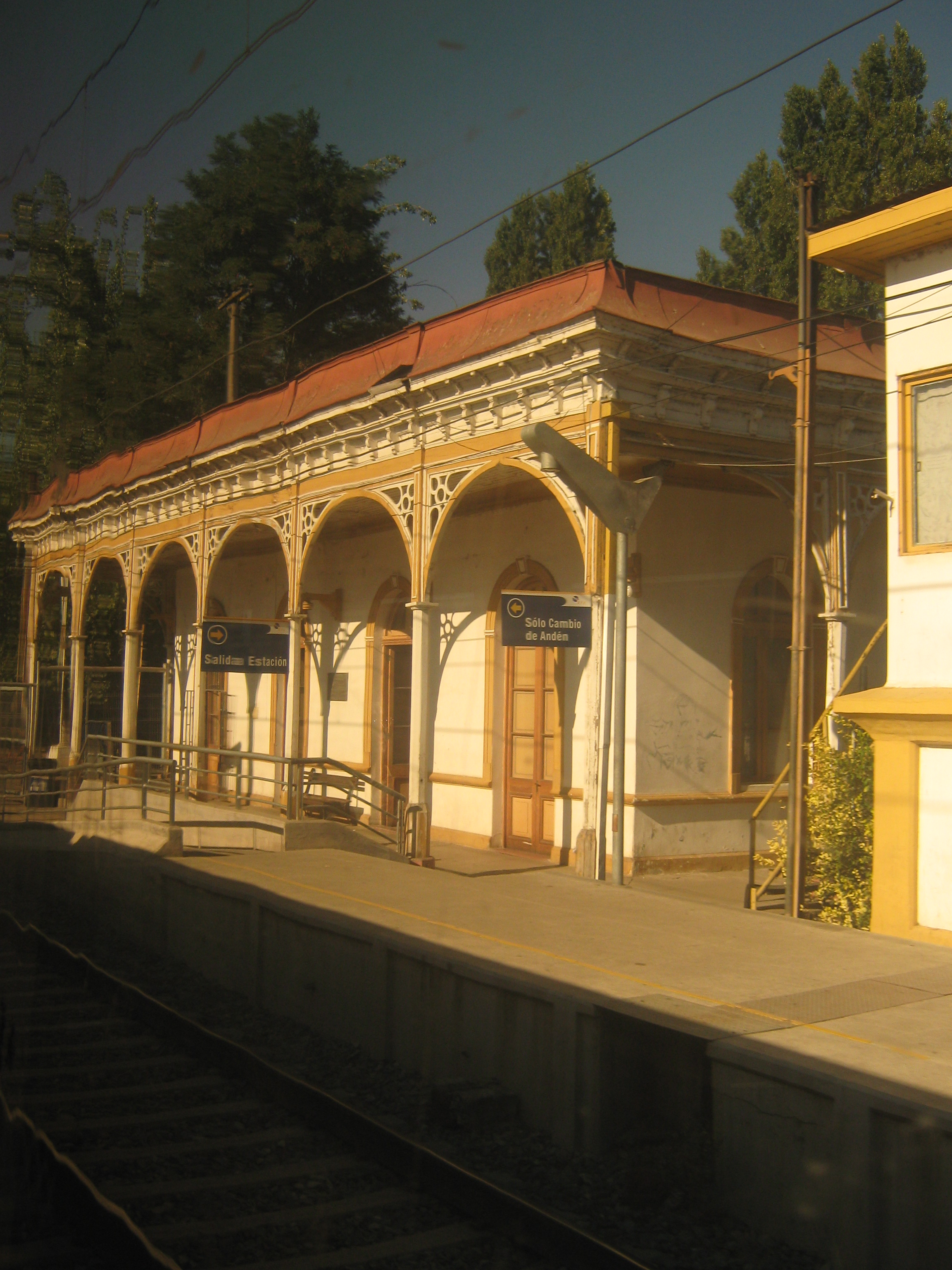
Edificio de la estación antigua en 2010.

El terremoto de 2010 provocó daños más profundos a la infraestructura que estaba en un estado deplorable para aquel entonces.

#### Restauración
Como parte de un proyecto colaborativo llevado a cabo por la Empresa de Ferrocarriles del Estado, la Municipalidad de Mostazal y la Corporación Cultural de Mostazal, el edificio fue sometido a un proceso de restauración entre los años 2015 y 2021. Durante este proceso, se priorizó la reparación y reutilización de los materiales originales del edificio. Como resultado, la estructura actual combina materiales antiguos restaurados con nuevos fabricados a semejanza de los originales.
Tras la restauración, el edificio pasó a albergar el «Centro Cultural Estación San Francisco de Mostazal» (CCEM), una iniciativa impulsada por la Ilustre Municipalidad de Mostazal con el respaldo técnico de la Corporación Cultural de Mostazal. El objetivo principal del CCEM es promover el acceso a la cultura en la comunidad, ofreciendo un espacio para exposiciones de artistas locales y nacionales.

## Infraestructura
La estación original fue restaurada entre 2015 y 2021. Esta es utilizada como un centro cultural. Se contruyó una nueva estación adjunta que opera los servicios de ferrocarriles. Su cabina de movilización fue restaurada y actualmente es una exhibición que incluye todos los elementos originales  que componian el lugar de trabajo dentro de la cabina.

## Servicios

### Actuales
Actualmente la estación es punto de detención para los servicios del tren Rancagua-Estación Central y tren San Fernando-Estación Central.